# Jarrón de flores
El Jarrón de flores es una pintura al óleo realizada por en el año 1910 por la artista galesa Gwen John (1876-1939). Se donó a la Biblioteca Nacional de Gales (Aberystwyth) por la Sociedad de Arte Contemporáneo de Gales (CASW) en 1957.

## Descripción
El tema de la pintura es un jarrón de flores de color rosa y blanco colocado sobre una mesa de madera, con algunos pétalos blancos caídos sobre la mesa. También puede verse una chaqueta de color rosa doblada en otra mesa en el plano del fondo de la obra. Es una pintura al óleo utilizando la técnica de empaste seco. El cuadro fue pintado probablemente en casa de la autora, a principios del siglo XX. Una obra similar de Gwen John se encuentra en la Manchester Art Gallery.
La biógrafa de Gwen John, Mary Taubman, describió la pintura como «una imagen conceptual clásica dando la impresión de ser un desarrollo considerado y reflexivo del original».

## Europeana 280
En abril de 2016, la pintura Jarrón de flores fue seleccionada como una de las diez más grandes obras artísticas de Gales por el proyecto Europeana.